# Pier Giacomo Pisoni
Pier Giacomo Pisoni (Germignaga, 8 juli 1928 - Germignaga, 8 februari 1991) was een Italiaans historicus, paleograaf en archivaris.
Geboren dicht bij Luino wijdde hij zijn werk aan de middeleeuwse en moderne lokale geschiedenis van het gebied van het Lago Maggiore. Hij herontdekte en publiceerde een commentaar uit de 14e eeuw, dat als verloren werd beschouwd.
In deze "Expositione sopra l'Inferno di Dante Alligieri" schrijft Guglielmo Maramauro, een vriend van Francesco Petrarca, een commentaar bij het "Inferno" van de "Divina Commedia" van Dante Alighieri.
Als archivaris van de prinsen Borromeo transcribeerde en publiceerde Pisoni verscheidene lokale geschriften, documenten, manuscripten, communale statuten, brieven en oude rekeningboeken (zoals het "Liber tabuli Vitaliani Bonromei"). Hij verzamelde oude volksverhalen, publiceerde artikelen en boeken over de geschiedenis van Lombardije, monografieën over artistieke monumenten en historische families, zoals het verhaal van de gebroeders Mazzardi ("I fratelli della Malpaga"), vijf piraten die in de vroege 15e eeuw in de kastelen van Cannero resideerden en het gehele Lago Maggiore terroriseerden.